# Тала (Туніс)
Тала (араб. تالة) — місто в Тунісі. Входить до складу вілаєту Касерін. Знаходиться за 250 км від столиці країни, 50 км від центру вілаєту та 25 км від кордону з Алжиром. Станом на 2004 рік тут проживало 13 968 осіб.